# 水間觀音車站
水間觀音車站（日语：／ Mizuma-kannon eki */?）是屬水間鐵道水間線之車站，位於大阪府貝塚市水間260 。 

## 車站構造
設有止衝擋的的島式月台1面2線與1號月台軌道側的一個月台，合共2面2線的地面車站。列車主要使用1號月台，但車輛交會時及臨時列車等會使用2號月台。
| 月台 | 路線    | 目的地   |
| ---- | ------- | -------- |
| 1、2 | ■水間線 | 貝塚方向 |

## 車站周邊
- 國道170号
- 水間寺
- 孝恩寺
- 水間公園

## 歷史
- 1926年1月30日：設站水間站。
- 2009年6月1日：改名水間觀音站

## 相鄰車站
水間鐵道
水間線
三山口－水間觀音

## 相關題目
- 日本鐵路車站列表

1. ↑  大阪府統計年鑑（平成23年）PDF